# Japoneuria bolivari
Japoneuria bolivari är en bäcksländeart som först beskrevs av Klapalek 1907.  Japoneuria bolivari ingår i släktet Japoneuria och familjen jättebäcksländor. Inga underarter finns listade i Catalogue of Life.